# 恐怖故事2
《恐怖故事2》（韓語：무서운 이야기 2），是一部2013年上映的韓國電影。此部恐怖片集結眾多新星演員演出各個單元。本片與第一部內容無關，而金智媛、金叡園亦再次演出。
由上集《恐怖故事》導演鄭凡植及閔奎東再次攜手合作，與《照出冤靈》金成鎬、《鄰居》金輝共同指導。

## 故事及演員

### 第一部：444
- 朴誠雄 飾演 朴部長
- 李世榮 飾演 世榮
- 禹惠真 飾演 女鬼

### 第二部：嚇唬
故事改編自網絡漫畫家吳城垈的人氣作品《懸崖鬼》。
- 盛駿 飾演 東旭
- 李洙赫 飾演 成均
- 盧康民 飾演 小男孩（特別演出）

### 第三部：事故
- 白珍熙 飾演 姜智恩
- 金瑟琪 飾演 尹美拉
- 鄭吝善 飾演 吉善珠
- 尹民秀 飾演 醫護人員
- 金基春 飾演 山中小屋居民

### 第四部：逃生
- 高庚杓 飾演 高秉新
- 金智媛 飾演 史譚希 \傅其慧（台灣配音）
- 林元熙 飾演 老師（特別演出）
- 金叡園 飾演 秉新的女友（特別演出）\馮友薇（台灣配音）
- 柳惠英 飾演 成功逃出的人（特別演出）

## 獎項
- 2013年青龍電影獎入圍最佳新人男演員：高庚杓

## 外部連結
- 官網